# شاه جهان دوم
شاه جهان دوم ( تلفظ فارسی: [ʃɑːh d͡ʒa.ˈhɑːn] ؛ ژوئن ۱۶۹۶ – ۱۷ سپتامبر ۱۷۱۹)، با نام اصلی میرزا رفیع‌الدوله ، برای مدت کوتاهی دوازدهمین امپراتور گورکانی در سال ۱۷۱۹ بود.
پس از انتخاب توسط برادران سید ، او در 6 ژوئن 1719 جانشین امپراتور تشریفاتی رفیع الدرجات شد . شاه جهان دوم نیز به عنوان رئیس تشریفاتی برادران سید خدمت کرد  و تا زمان مرگش بر اثر سل در 17 سپتامبر 1719 به عنوان امپراتور خدمت کرد. 

## زندگی شخصی
شاه جهان دوم با نام رفیع الدوله متولد شد. او پسر دوم رفیع الشان و نوه بهادر خان بود.  تاریخ دقیق تولد شاه جهان دوم مشخص نیست، اما گمان می‌رود که هجده ماه از برادرش رفیع الدرجات بزرگتر بوده است . اینکه آیا او ازدواج کرده یا نه، آیا فرزندی داشته یا نه نیز مشخص نیست. 

## سلطنت
شاه جهان دوم در 6 ژوئن 1719 پس از مرگ برادر کوچکترش رفیع الدرجات بر اثر بیماری سل، بر تخت سلطنت نشست. تاجگذاری او در دیوان خاص قلعه سرخ انجام شد . او عنوان شاه جهان دوم را برای خود برگزید . 
درست مانند برادر کوچکترش، شاه جهان دوم توسط برادران سیدِ پادشاه‌ساز انتخاب شد و هیچ قدرتی نداشت.  نام او برای اولین بار در 13 ژوئن در خطبه خوانده شد . اولین حضور او در دیوان عام در 11 ژوئن بود. بدون حضور یکی از برادران سید، او اجازه ملاقات با هیچ اشرافی یا شرکت در نماز جمعه را نداشت . 

## مرگ]
شاه جهان دوم درست مانند برادر کوچکترش از بیماری سل رنج می‌برد. او از نظر جسمی و روحی برای انجام وظایف یک حاکم ناتوان بود. او در 17 سپتامبر 1719  در بیدیاپور درگذشت . او در کنار رفیع الدرجات در درگاه قطب الدین بختیار کاکی در مهراولی در دهلی به خاک سپرده شد. 
محمد هادی کاموارخان ادعا کرد که شاه جهان دوم توسط برادران سید مسموم شده است، اما مورخ ویلیام ایروین این ادعا را رد کرد و گفت که اسهال شاه به دلیل ترک تریاک بوده است، کاموارخان باید بسیار ناراحت باشد زیرا آینده‌اش با مرگ شاه جهان خراب شده است و سیدها هیچ سودی از مرگ او نبرده‌اند. 